# Cofidis, Solutions Crédits/Saison 2015
Diese Liste beschreibt die Mannschaft und die Erfolge des Radsportteams Cofidis, Solutions Crédits in der Saison 2015.

## Saison 2015

### Erfolge in der UCI WorldTour
Bei den Rennen der UCI WorldTour im Jahr 2015 gelangen dem Team nachstehende Erfolge.
| Datum    | Rennen                          | Sieger         |
| -------- | ------------------------------- | -------------- |
| 8. Juni  | 2. Etappe Critérium du Dauphiné | Nacer Bouhanni |
| 10. Juni | 4. Etappe Critérium du Dauphiné | Nacer Bouhanni |

### Erfolge in der UCI Europe Tour
Bei den Rennen der UCI Europe Tour im Jahr 2015 gelangen dem Team nachstehende Erfolge.
| Datum         | Rennen                                     | Kat. | Fahrer             |
| ------------- | ------------------------------------------ | ---- | ------------------ |
| 7. April      | 1. Etappe Circuit Cycliste Sarthe          | 2.1  | Nacer Bouhanni     |
| 10. April     | 5. Etappe Circuit Cycliste Sarthe          | 2.1  | Nacer Bouhanni     |
| 16. April     | Grand Prix de Denain                       | 1.1  | Nacer Bouhanni     |
| 7. Mai        | 2. Etappe Quatre Jours de Dunkerque        | 2.HC | Jonas Ahlstrand    |
| 3. Juni       | Prolog Luxemburg-Rundfahrt                 | 2.HC | Adrien Petit       |
| 6. Juni       | 2. Etappe Boucles de la Mayenne            | 2.1  | Anthony Turgis     |
| 4.–7. Juni    | Gesamtwertung Boucles de la Mayenne        | 2.1  | Anthony Turgis     |
| 24. Juni      | Halle–Ingooigem                            | 1.1  | Nacer Bouhanni     |
| 26. Juni      | Estnische Meisterschaft – Einzelzeitfahren | CN   | Gert Jõeäär        |
| 28. Juni      | Estnische Meisterschaft – Straßenrennen    | CN   | Gert Jõeäär        |
| 31. Juli      | Circuito de Getxo                          | 1.1  | Nacer Bouhanni     |
| 12. August    | 1. Etappe Tour de l’Ain                    | 2.1  | Nacer Bouhanni     |
| 13. August    | 2. Etappe Tour de l’Ain                    | 2.1  | Nacer Bouhanni     |
| 20. August    | 3. Etappe Tour du Limousin                 | 2.1  | Rudy Molard        |
| 20. September | Grand Prix d’Isbergues                     | 1.1  | Nacer Bouhanni     |
| 4. Oktober    | 4. Etappe Tour de l’Eurométropole          | 2.1  | Jonas Ahlstrand    |
| 4. Oktober    | Tour de Vendée                             | 1.1  | Christophe Laporte |
| 13. Oktober   | Nationale Sluitingsprijs                   | 1.1  | Nacer Bouhanni     |

## Erfolge in der Cyclocross Tour
Bei den Rennen der UCI-Cyclocross-Saison 2014/15 gelangen dem Team nachstehende Erfolge.
| Datum        | Rennen                                                     | Kat. | Fahrer            |
| ------------ | ---------------------------------------------------------- | ---- | ----------------- |
| 1. November  | Cyclocross International de Marle, Marle                   | C2   | Clément Venturini |
| 2. November  | EKZ CrossTour, Hittnau                                     | C1   | Clément Venturini |
| 16. November | Coupe de France La France Cycliste de Cyclocross, Sisteron | C2   | Clément Venturini |
| 7. Dezember  | Cyclocross International Sion-Valais, Sitten               | C2   | Clément Venturini |

### Abgänge – Zugänge
| Zugänge             | Team 2014                   | Abgänge             | Team 2015                   |
| ------------------- | --------------------------- | ------------------- | --------------------------- |
| Steve Chainel       | AG2R La Mondiale            | Rein Taaramäe       | Astana Pro Team             |
| Nacer Bouhanni      | FDJ.fr                      | Romain Lemarchand   | Cult Energy Pro Cycling     |
| Geoffrey Soupe      | FDJ.fr                      | Jérôme Coppel       | IAM Cycling                 |
| Jonas Ahlstrand     | Team Giant-Shimano          | Egoitz García       | Murias Taldea               |
| Kenneth Vanbilsen   | Topsport Vlaanderen-Baloise | Edwig Cammaerts     | Veranclassic-Ekoï           |
| Michaël Van Staeyen | Topsport Vlaanderen-Baloise | Guillaume Levarlet  | CC Nogent-sur-Oise          |
| Stéphane Rossetto   | BigMat-Auber 93             | Stéphane Poulhies   | Occitane Cyclisme Formation |
| Dominique Rollin    | FDJ.fr (2013)               | Jérémy Bescond      | Vélo Club DN2               |
| Loïc Chetout        | Neoprofi                    | Christophe Le Mével | Karriereende                |
| Anthony Turgis      | Neoprofi                    | Julien Fouchard     | Unbekannt                   |

### Mannschaft

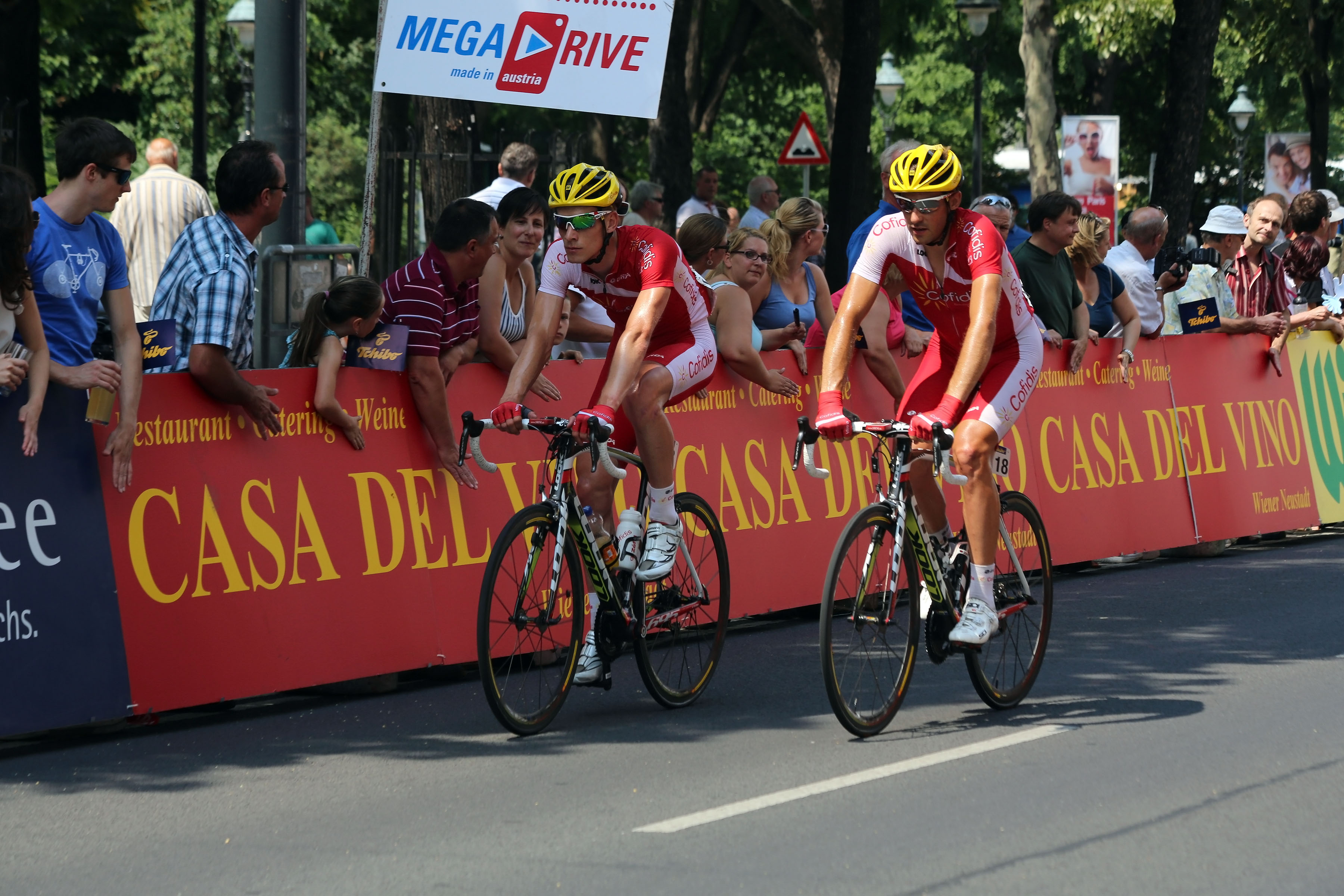
Julien Fouchard (l.) Tristan Valentin (r.), Österreich-Rundfahrt 2013

| Name                 | Geburtstag           | Nationalität |              |
| -------------------- | -------------------- | ------------ | ------------ |
| Jonas Ahlstrand      | 16. Februar 1990     | Schweden     |              |
| Yohann Bagot         | 6. September 1987    | Frankreich   |              |
| Nacer Bouhanni       | 25. Juli 1990        | Frankreich   |              |
| Steve Chainel        | 6. September 1983    | Frankreich   |              |
| Loïc Chetout         | 23. September 1992   | Frankreich   |              |
| Nicolas Edet         | 2. Dezember 1987     | Frankreich   |              |
| Romain Hardy         | 24. August 1988      | Frankreich   |              |
| Gert Jõeäär          | 9. Juli 1987         | Estland      |              |
| Christophe Laporte   | 11. Dezember 1992    | Frankreich   |              |
| Cyril Lemoine        | 3. März 1983         | Frankreich   |              |
| Luis Ángel Maté      | 23. März 1984        | Spanien      |              |
| Rudy Molard          | 17. September 1989   | Frankreich   |              |
| Daniel Navarro       | 18. Juli 1983        | Spanien      |              |
| Adrien Petit         | 26. September 1990   | Frankreich   |              |
| Dominique Rollin     | 29. Oktober 1982     | Kanada       |              |
| Stéphane Rossetto    | 6. April 1987        | Frankreich   |              |
| Florian Sénéchal     | 10. Juli 1993        | Frankreich   |              |
| Julien Simon         | 4. Oktober 1985      | Frankreich   |              |
| Geoffrey Soupe       | 22. März 1988        | Frankreich   |              |
| Anthony Turgis       | 16. Mai 1994         | Frankreich   |              |
| Kenneth Vanbilsen    | 1. Juni 1990         | Belgien      |              |
| Michaël Van Staeyen  | 13. August 1988      | Belgien      |              |
| Clément Venturini    | 16. Oktober 1993     | Frankreich   |              |
| Louis Verhelst       | 28. August 1990      | Belgien      |              |
| Romain Zingle        | 29. Januar 1987      | Belgien      |              |
| Stagiaires           | Stagiaires           | Nationalität | Nationalität |
| Rayane Bouhanni      | Rayane Bouhanni      | Frankreich   |              |
| Hugo Hofstetter      | Hugo Hofstetter      | Frankreich   |              |
| Xabier San Sebastian | Xabier San Sebastian | Spanien      |              |